# Mycetophila sibirica
Mycetophila sibirica är en tvåvingeart som först beskrevs av Plotnikova 1962.  Mycetophila sibirica ingår i släktet Mycetophila och familjen svampmyggor. Inga underarter finns listade i Catalogue of Life.